# Lepanthes vespertilio
Lepanthes vespertilio är en orkidéart som beskrevs av Heinrich Gustav Reichenbach. Lepanthes vespertilio ingår i släktet Lepanthes och familjen orkidéer.
Artens utbredningsområde är Ecuador. Inga underarter finns listade i Catalogue of Life.